# مندوكة خماسية البقع
دودة الطماطة ذات القرون أو دودة مقَرّنة (الاسم العلمي: Manduca quinquemaculatus) (بالإنجليزية: Tomato Hornworm)‏ هي نوع من الحشرات تتبع جنس المندوكة من فصيلة العثث الأبو الهول.

## معرض صور

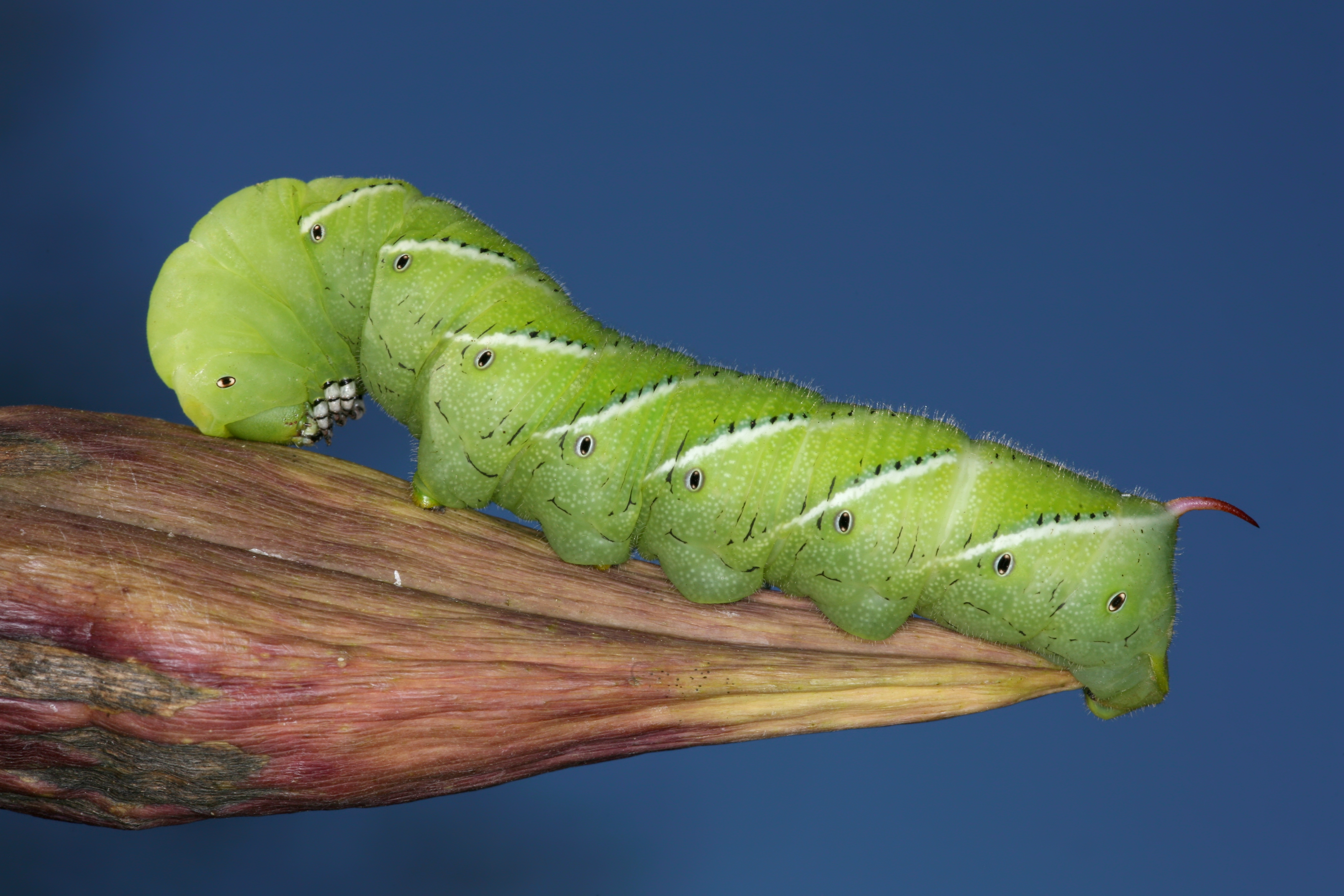
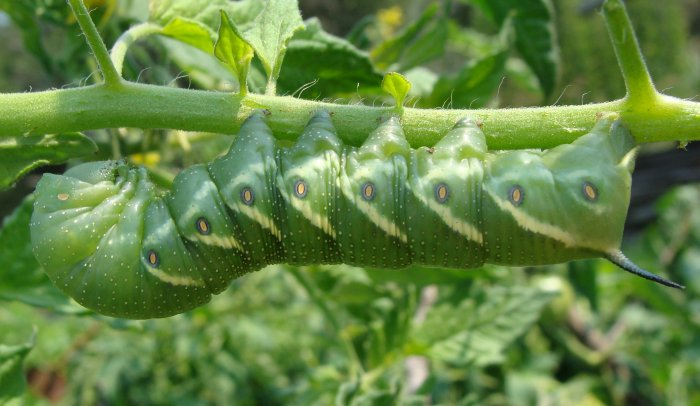
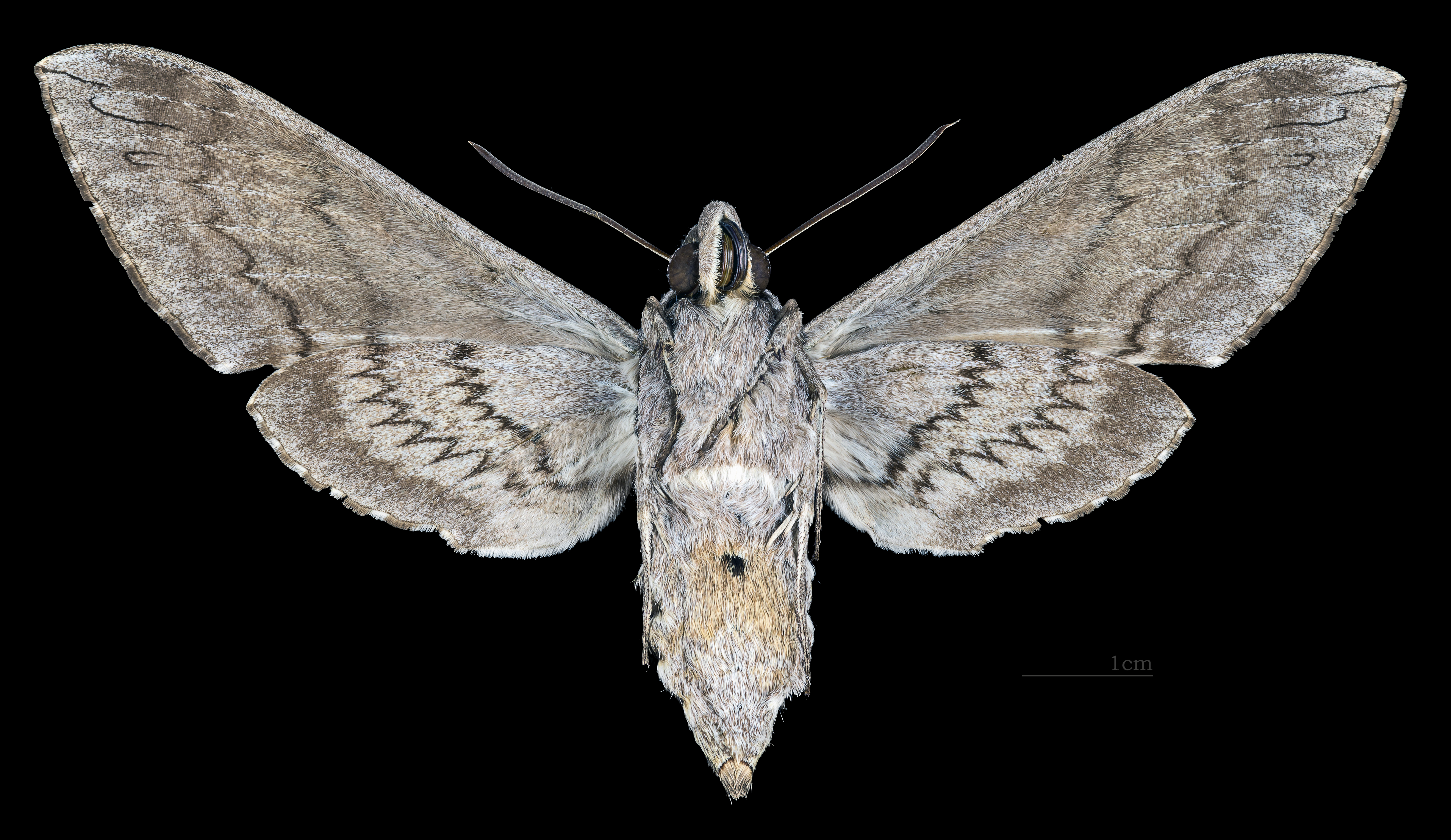
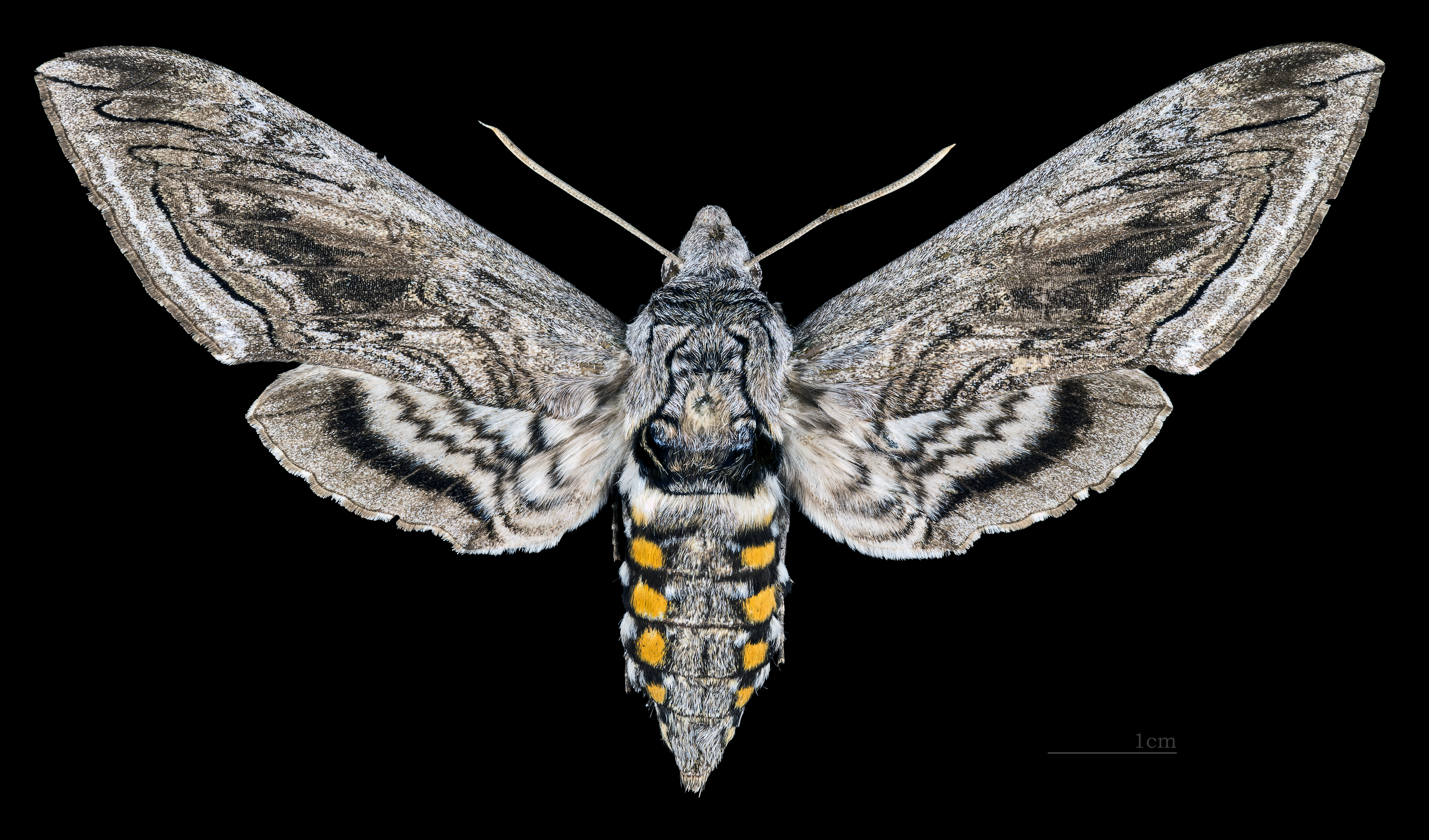